# Slobidka-Balînska, Dunaiivți
Slobidka-Balînska (în ucraineană Слобідка-Балинська) este un sat în comuna Cecelnîk din raionul Dunaiivți, regiunea Hmelnîțkîi, Ucraina.

## Demografie
Componența lingvistică a localității Slobidka-Balînska
     Ucraineană (99,27%)
     Alte limbi (0,73%)
Conform recensământului din 2001, majoritatea populației localității Slobidka-Balînska era vorbitoare de ucraineană (99,27%), existând în minoritate și vorbitori de alte limbi.